# Scorpaena thomsoni
Espèce
Scorpaena thomsoni est une espèce de poissons de la famille des Scorpaenidae.